# 미스터 에코
미스터 에코(Mr. Eko)는 미국의 방송국 ABC의 텔레비전 드라마 시리즈 로스트의 등장인물로 애디왈레이 애키누에이아그바제이가 연기하였다. 에코는 시즌 2 "Adrift"에피소드에서 비행기 후미 부분의 생존자로 소개되었다. 플래시백에서는 나이지리아에서 자신의 동생을 지키기 위해 게릴라병의 리더가 되었다는 사실이 밝혀졌다. 그는 마약을 밀수출하려다 일이 잘못되고 이 바람이 자신의 남동생이 죽은 후 그를 이어받아 신부가 되었다. 에코는 자신을 지키려다가 게릴라병 두 명을 살해해서 자신이 살던 곳에서 추방당하고 나이지리아를 떠나 신부가 되기 위해 호주로 떠난다. 2004년 호주에서 한 소녀가 죽었다가 살아났다는 거짓된 기적에 대해 조사를 한후 에코는 오세아닉 815편을 타게 된다. 이 비행기가 한 무인도 추락하고 다른 소수의 생존자들과 더불어 살아남게 된다. 추락 72일째에 에코는 그의 남동생으로 보이는 것을 쫓아간 후 검은 연기에 의해 살해당했다.
로스트 제작자인 데이먼 린델로프와 칼톤 쿠즈는 HBO의 드라마 Oz에서 연기를 하던 애키누에이아그바예의 팬이었고 이에 따라 출연을 제의했다. 애키누에이아그바예는 처음엔 이 제의에 대해 흥미를 가지고 있었지 않았지만 쿠즈와 린덜로프의 설득으로 출연하게 되었지만 실제로 출연했던 것보다 더 짧게 출연할 생각을 가지고 있었다. 애키누에이아그바예는 이 캐릭터로부터 자신의 이름을 에코로 바꾸는 등 많은 영향을 받았다. 시즌 2가 끝난 후 애키누에이아그바예는 쿠즈와 린델로프에게 자신의 삶이 하와이와는 맞지 않는다는 이유로 자신의 캐릭터를 죽여달라고 요청했다. 미스터 에코는 한 시즌 내에서 바로 죽어버린 캐릭터에 대해 실망한 평론가들과 팬들로부터 좋은 평가를 받았다.